# Skagit
Els skagit són una tribu de parla salish, que s'anomenen a si mateixos Hum-a-luh (el nostre poble), als marges dels rius Skagit i Stillaguamish (Washington). Parlen lushootseed.

## Localització
Es dividia en les subtribus:
- Base'lelotsed, al riu Skagit fins Van Horn inclosa la vila de Tca'gwalk, a la boca del riu Sauk.
- Baska'dsadsiuk, al marge meridional del riu Skagit de Hamilton a Birdsview.
- Baske'kwiuk, al riu Skagit vora Rockport, inclosa una vila a Marble Mount.
- Baslo'halok, al marge nord del Skagit de Hamilton a Birdsview.
- Duwa'ha, de South Bellingham a Bayview inclosa part del llac Whatcom, llac Samish i al riu Samish, inclosa la vila Batsla'thllaos, a Bayview vora la badia Padilla.
- Nookachamps, al riu Skagit des de Mount Vernon a Sedro Woolley i el riu Nookachamps fins Big Lake, inclosa Tsla'tlabsh.
- Sauk, al riu Sauk en la confluència del riu Suiattle.
- Sba'leuk, al riu Skagit fins Birdsview vora Concrete.
- Sikwigwi'lts, al riu Skagit des de Sedro Woolley fins Lyman.
- Stillaguamish, al riu Stillaguamish des d'Arlington.
- Suiattle, al riu Suiattle.
- Tcubaa'bish, al riu Skagit de Lyman a Hamilton.

## Població
Segons Mooney (1928) amb els swinomish i altres sumaven 1.200 el 1780. Gibbs (1877) estimà que hi havia 300 skagit el 1853. El cens del 1910 en recollí 56 sota aquesta denominació. El 1923 el United States Indian Office recollí 221 "swinomish", inclosos els Skagit i altres tribus; el 1937 potser hi havia 200 skagit. Segons el cens dels EUA del 2000, hi havia censats 684 upper skagit. D'ells, 619 eren censats a la reserva segons dades de la BIA.

## Costums
Vivien a l'àrea cultural del Nord-oest, molt relacionats amb els nootka i kwakiutl, amb qui mantenien trets culturals similars, com els pals totèmics i la celebració del potlacht. Vivien en viles d'un miler de persones, s'alimentaven de wapatto, arrels de cama, baies silvestres i pescaven salmó i mamífers d'aigua, feien escultures de cedre, practicaven l'esclavatge i el xamanisme, i no formaven cap unió política ni nació unificada.
Celebraven cerimònies d'iniciació anomenades "de la canoa de l'esperit" i d'altres per a curar malalts. En elles, el xaman simulava un viatge amb canoa a l'interior de la terra per visitar les ànimes dels difunts. S'empraven taules de fusta i figures esculpides per fer de pont entre l'home i l'esperit.
També feien servir les sxwayxwey, màscares emprades pels naixements, casoris i funerals, amb els ulls plans i cilíndrics que aplicaven jocs d'efectes visuals. Els dissenys de dues dimensions eren no convencionals i més variants, més semblants als dels kwakiutl i nootka que no pas a haida i tlingit.
També tenien una tècnica de trenat per fer cistelles i catifes, o bé també en espiral; unien palla i herbes seques i tenyides per decoració geomètrica.

## Història
El primer contacte amb els blancs a la zona de Sound Puget es produí el 1774, amb exploradors espanyols i russos. El 1788 James Cook va visitar la zona.
Cap al 1805 els nord-americans Lewis i Clark arribaren a Washington. Cap al 1810 es construí Fort Astoria, a Spokane, i el 1813 el territori fou posat sota la protecció de la NNCo. El 1850 començaren a confiscar-los terres mercè a l'Oregon Donation Act, que arrabassà 15.000 acres als skagit. Van signar el tractat de Medicine Creek el 1854, pel qual els garantien l'actual reserva.